# Takeshi Aoki
Takeshi Aoki (japansk: 青木 剛; født 28. september 1982) er en japansk fodboldspiller, som spiller for den japanske fodboldklub Sagan Tosu.

## Japans fodboldlandshold
| Japans landshold | Japans landshold | Japans landshold |
| År               | Kmp              | Mål              |
| ---------------- | ---------------- | ---------------- |
| 2008             | 1                | 0                |
| 2009             | 1                | 0                |
| Total            | 2                | 0                |